# Nansenov potni list
Nansenovi potni listi so mednarodno prepoznani begunski potovalni dokumenti, ki jih je Liga narodov prva izdajala beguncem brez domovine. Sprva je šlo za izredno rešitev, imenuje pa se po visokem komisarju Lige narodov Fridtjofu Nansenu, ki je sklical mednarodno konferenco in tako pomembno prispeval k rešitvi, ki je nato obveljala in bila tudi nagrajena v svojem času z Nobelovo nagrado za mir, a šele po Nansenovi smrti.

## Zgodovina
Prvi Nansenovi potni listi so bili izdani po mednarodnem sporazumu, sprejetem na medvladni konferenci o osebnih izkazilih za ruske begunce. Konferenco je sklical Fridtjof Nansen kot visoki komisar za begunce za Ligo narodov, zgodila pa se je v Ženevi med 3. in 5. julijem 1922. Sporazumu so se pridružile vlade 52 držav. Skupno je bilo izdanih približno 450.000 Nansenovih potnih listov za ljudi brez državljanstva, ki so potrebovali potne listine, pa jih niso mogli dobiti na državni upravi.
Nansenovi potni listi so bili prvotno pripravljeni kot rešitev za begunce ruske državljanske vojne, ki so izgubili rusko državljanstvo, šlo je za približno 800.000 ljudi, ki jim je Lenin leta 1921 državljanske pravice odvzel. Leta 1933 so priredili rešitev in jo razširili tudi za Armence, Asirce in Turke. 
Po Nansenovi smrti leta 1930 je bil za izdajo potnih listov odgovoren Nansenov mednarodni urad za begunce pri Ligi narodov. Z obstojem urada na tej ravni potni list ni več potreboval sklica na mednarodno konferenco leta 1922, saj ga je izdala Liga narodov sama. Urad so zaprli leta 1938; potne liste so kasneje izdajali v novi agenciji, uradu Visokega komisarja za begunce s sedežem v Londonu.

## Nobelova nagrada za mir
Nansenov mednarodni urad za begunce je bil leta 1938 nagrajen z Nobelovo nagrado za mir zaradi prizadevanja pri urejanju Nansenovih potnih listov. Sam Nansen je kot delegat Lige narodov, zaslužen za to rešitev, prejel Nobelovo nagrado za mir že leta 1922.

## Danes
Četudi ne obstajajo več potni listi s takim imenom, pa tudi Liga narodov ne obstaja več, je storitev izdajanja potnih listin beguncem tako s strani drugih držav kot mednarodnih ustanov, npr. Organizacija združenih narodov možna. Ti subjekti mednarodnega prava za osebe brez državljanstva in begunce izdajajo potne dokumente in osebne izkaze.

## Znani imetniki takšnih listin
- Marc Chagall
- Vladimir Nabokov
- Aristotle Onassis
- Ana Pavlova
- Sergej Rahmaninov
- Igor Stravinski[7]